# Armstrong-Saurer
Armstrong-Saurer is een Brits vrachtwagenmerk.
In de jaren twintig van de 20e eeuw begon het Zwitserse Saurer met de import naar Engeland. Rond 1930 zocht Saurer naar een Britse fabriek om zijn producten te maken. Het bedrijf van Sir W.G. Armstrong-Whilworth in Newcastle kreeg het voor elkaar om de licentierechten te verwerven. Productie startte eind 1930.
Hoewel de trucks Armstrong-Saurer heetten, was het voornamelijk een Saurer. De Zwitserse markt had voornamelijk trucks met motorkappen (zogenaamde torpedo's), maar de Britten hielden van zogenaamde cabover (engine) types, waarbij de cabine boven de motor hangt. Speciaal voor de Britse markt werd dit in het gamma opgenomen.
De range van trucks bestond uit een vier en een zes-cilinder met 2 assen en een 3-assige "Dauntless". In 1934 werd ook nog een 4-asser aangeboden, onder de naam "Samson". Het model was zeer geavanceerd, met een bijzondere versnellingsbak en remmen op alle acht de wielen.
Hoewel de verkoopcijfers niet slecht waren, werd toch besloten de productie in 1937 te stoppen.